# 開拓三神
開拓三神（かいたくさんじん）是大國魂命、大己貴命、少彥名命等三位神祇的合稱，祂們是日本神話中代表國土經營的守護神。
大國魂命別名國魂神，代表國土的經營與支配；大己貴命擁有大國主神、大物主神、大穴牟遲神等別名；少彥名命別名須久那美迦微、少日子根等。《古事記》與《日本書紀》皆記載大己貴命與少彥名命在天孫降臨之前建國並經營國土。因該三神具有國土開拓、經營的性格，所以在日本的新領土—北海道、樺太的神社成為重要的祭神。主要的祭祀神社有札幌神社（即北海道神宮）、台灣神社（台灣神宮，已廢）、樺太神社（已廢）。